# روبرت ريدجلي
روبرت ستيرلينغ ريدجلي (بالإنجليزية: Robert Sterling Ridgely)‏ (وُلد في 14 يناير 1946) هو عالم طيور أمريكي، متخصص في أنواع الإقليم المداري. وهو مؤلف مشارك لثلاثة كتب حول علم الطيور المدارية: الدليل الميداني The Birds of Panama (طيور بنما) (مع جون غوين)، The Birds of Ecuador (طيور الإكوادور) (مع بول غرينفيلد)، وThe Birds of South America (طيور أمريكا الجنوبية) (مع جاي تودور)، والتي ظهر منها مجلدان ضخمان (من أصل أربعة)، يغطيان موضوع العصفوريات. كان عضواً لفترة طويلة في أكاديمية العلوم الطبيعية في فيلادلفيا، ثم نائب الرئيس في منظمة «حفظ الطيور الأمريكية» حتى عام 2006. في عام 2001، حصل على ميدالية آيزنمان التي تمنحها جمعية لينيه في نيويورك. في عام 2006، حصل على جائزة تشاندلر روبنز من الجمعية الأمريكية للطيور. وهو يعمل حاليًا لدى شركة Rainforest Trust، وهو أحد مؤسسي منظمة Fundación de Conservación Jocotoco، التي تمتلك وتدير عشرة محميات طبيعية في الإكوادور.

## اكتشاف الطائر الذي ينبح
اكتشف ريدجلي وزملاؤه بير جون مور طائراً جديداً خلال رحلتهما عبر جبال الأنديز في جنوب الإكوادور بالقرب من حديقة بودوكاربوس الوطنية في نوفمبر 1997. الطائر غريب بسبب صوته الفريد إذ أنه ينبح. أُطلق على الطائر اسم jocotoco antpitta (Grallaria ridgelyi). ويُعد هذا الأخير واحداً من أكبر الطيور التي تم اكتشافها خلال الـ 50 سنة الماضية. وهناك شكوك بأنه لم يتم اكتشافه لفترة طويلة لأنه ينتشر على نطاق صغير جدًا أو فقط خلال موسم تكاثر قصير.